# Progomphus angeloi
Progomphus angeloi är en trollsländeart som beskrevs av Belle 1994. Progomphus angeloi ingår i släktet Progomphus och familjen flodtrollsländor. IUCN kategoriserar arten globalt som otillräckligt studerad. Inga underarter finns listade i Catalogue of Life.